# Malcolm Keen
Malcolm Keen (8 de agosto de 1887 – 30 de enero de 1970) fue un actor cinematográfico y televisivo de nacionalidad británica.

## Biografía
Nacido en Brístol, Inglaterra, Keen fue un temprano colaborador del director Alfred Hitchcock, actuando en sus filmes mudos The Mountain Eagle, The Lodger: A Story of the London Fog y The Manxman.
Keen era el padre del actor Geoffrey Keen, y ambos encarnaron a Iachimo en Cimbelino, junto a Peggy Ashcroft: Malcolm en el Old Vic en 1932, y Geoffrey en el Teatro Royal Shakespeare en 1957. Keen fue también el Califa en una producción de la pieza teatral de James Elroy Flecker Hassan, representada en el Her Majesty's Theatre de Londres en 1923, con Henry Ainley y Isabel Jeans en el elenco.
Entre las obras teatrales en las cuales trabajó Keen figuran: Man and Superman, representada en 1947 en el Teatro Alvin de Nueva York; The Enchanted, puesta en escena en el Lyceum de Nueva York en 1950; Romeo y Julieta, en el Broadhurst de Nueva York en 1951; y Mucho ruido y pocas nueces en el Teatro Lunt-Fontanne, también en Nueva York.
Malcolm Keen falleció en Inglaterra en 1970. Sus restos reposan en Londres, en el Crematorio de Golders Green.

## Selección de su filmografía
- The Skin Game (1921)
- A Bill of Divorcement (1922)
- The Mountain Eagle (1927)
- The Lodger: A Story of the London Fog (1927)
- The Manxman (1929)
- Jealousy (1931)
- Dangerous Ground (1934)
- The Night of the Party (1935)
- The Lonely Road (1936)
- Lorna Doone (1951)
- Kind Lady (1951)
- The Mating Season (1951)
- Dick Turpin's Ride (1951)
- Rob Roy, the Highland Rogue (1953)
- I Accuse! (1957)
- The Birthday Present (1957)
- Fortune Is a Woman (1957)
- Operation Amsterdam (1959)
- Francis of Assisi (1961)
- Two and Two Make Six (1962)
- Life for Ruth (1962)